# Someday (I Will Understand) (EP)
Someday (I Will Understand) è un EP della cantante statunitense Britney Spears, pubblicato il 21 settembre 2005.

## Tracce
1. Someday (I Will Understand) (Britney Spears) - 3:37
2. Chaotic (Michelle Bell, Christian Karlsson, Pontus Winnberg, Henrik Johnback) - 3:34
3. Mona Lisa (Britney Spears, Teddy Campbell, David Kochanski) - 3:27
4. Over to you now (Guy Sigsworth, Imogen Heap, Robyn, Alexander Kronlund) - 3:42
5. Someday (I Will Understand) (Hi Bias Remix)  (Britney Spears) - 3:38